# 贾殿赠
贾殿赠（1962年—），男，汉族，山东郓城人，中华人民共和国化学家、政治人物，新疆大学副校长，教授，九三学社中央常委、新疆维吾尔自治区委主委。

## 生平
2008年，当选第十一届全国政协委员，代表九三学社，分入第十二组。2018年1月，当选第十三届全国政协委员。